# Douwe Draaisma
Douwe Draaisma (Nijverdal, 25 oktober 1953) is een Nederlands psycholoog, gespecialiseerd in de aard en mechanismen van het menselijk geheugen. 

## Biografie
Draaisma werd op 25 oktober 1953 geboren in Nijverdal, maar bracht de eerste tien jaar van zijn leven door in Zutphen. Hij studeerde psychologie en filosofie aan de Rijksuniversiteit Groningen en promoveerde bij de psycholoog Piet Vroon in Utrecht. Hij keerde als hoogleraar  terug naar zijn universiteit, waar hij in 2019 met emeritaat ging en benoemd werd tot honorair hoogleraar in de geschiedenis van de psychologie.
Draaisma is de auteur van een aantal zeer succesvolle boeken die veelvuldig zijn vertaald. Met zijn Waarom het leven sneller gaat als je ouder wordt won hij meerdere prijzen. Het boek werd vertaald in het Engels (Why Life Speeds Up As You Get Older), het Frans (Pourquoi la vie passe plus vite à mesure qu'on vieillit) en het Duits (Warum das Leben schneller vergeht, wenn man älter wird: von den Rätseln unserer Erinnerung).
In het najaar van 2010 schreef Draaisma in samenwerking met het dagblad Trouw de Schrijfwedstrijd Vergeten uit, wat 438 inzendingen opleverde.
Draaisma is voorzitter van de Stichting Van der Leeuw-lezing.